# Guillaume de Flavy
 (octobre 2008).
Guillaume de Flavy, né vers 1398 et mort assassiné au château de Nesles-en-Tardenois le 9 mars 1449, est un capitaine français au service du dauphin puis roi Charles VII.
Issu d'une famille de vieille noblesse picarde, il était destiné à l'état ecclésiastique sous l'égide de son parent Regnault de Chartres, mais se tourna très vite vers la carrière des armes, où il fit preuve d'une grande intrépidité.
En 1429, il est appelé par les habitants de Compiègne pour être leur capitaine-gouverneur. Peu après, la ville est assiégée par les troupes du duc de Bourgogne, et Flavy en organise la défense. Il y est rejoint par Jeanne d'Arc et sa troupe : c'est au cours d'une sortie imprudente qu'elle sera capturée (23 mai 1430). Flavy, quant à lui, continue à défendre héroïquement sa ville six mois durant jusqu'à la levée du siège.
Ce n'est qu'en 1455 qu'on commença à parler de trahison : le capitaine de Flavy aurait à dessein fait refermer les portes de la ville un peu trop tôt, empêchant ainsi toute retraite. Bien que peu probable en vérité et qu'aucun auteur contemporain des faits ne mentionne cette prétendue trahison, la légende est tenace et la controverse subsiste encore aujourd'hui.
Mais comme bien des capitaines de son époque, Guillaume de Flavy commet de nombreuses exactions dans l'exercice de son gouvernement, et fait régner une certaine terreur dans le pays alentour.
Le connétable de Richemont, en justicier du royaume, le fait arrêter et destituer de ses fonctions en 1436 : quatre mois plus tard, Flavy reprend sa place par la force. En guise de représailles, il s'empare du maréchal de Rochefort (Pierre de Rieux), neveu de Richemont, et l'emprisonne dans son château de Nesles où il meurt après 8 mois de captivité (1439).
En 1436, il avait épousé Blanche d'Aurebruche (ou d'Overbreuc), vicomtesse d'Acy et dame de Nesles, riche héritière âgée de 9 ans. Il avait enfermé le père de cette dernière dans son propre château jusqu'à ce que mort s'ensuive. Celle-ci, lassée des brutalités et infidélités de son mari après 10 ans de mariage, décide de le supprimer avec la complicité de son amant Pierre de Louvain. Flavy est assassiné sous les yeux de sa femme le 9 mars 1449, au château de Nesles-en-Tardenois. 
Un long procès s'ensuivra mais Blanche bénéficie très vite de lettres de rémission de Charles VII : Flavy avait mauvaise réputation. Il sera vengé 15 ans plus tard par son frère Raoul, qui assassine sauvagement Pierre de Louvain en 1464.